# Eurytoma guianaensis
Eurytoma guianaensis is een vliesvleugelig insect uit de familie Eurytomidae. De wetenschappelijke naam is voor het eerst geldig gepubliceerd in 1913 door Cameron.